# Åkeshög

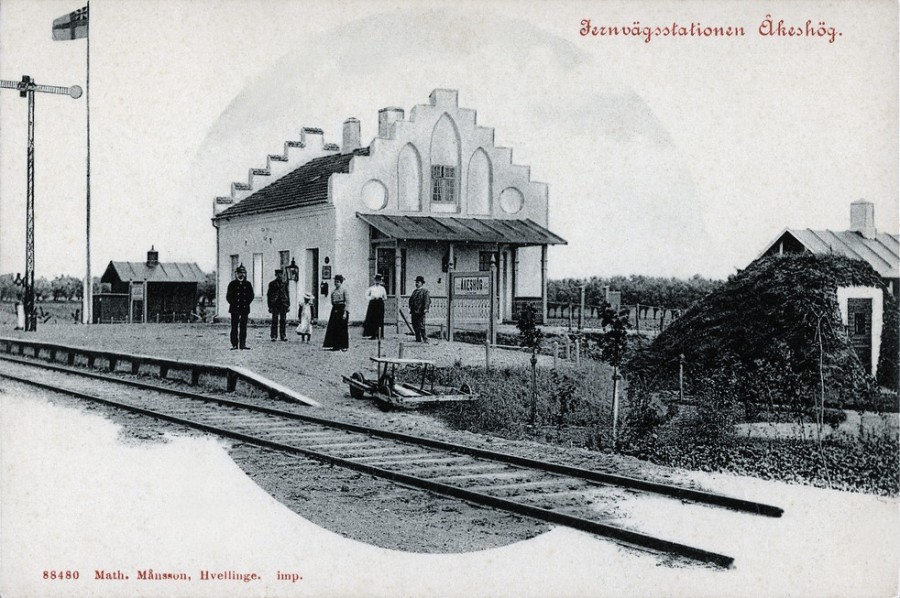
Stationen Åkeshög, mellan Vellinge och Kungstorp, strax efter Falsterbobanans invigning.

Åkeshög var en liten järnvägsstation på Falsterbobanan, två och en halv kilometer utanför Vellinge, uppkallad efter gården med samma namn, över vars marker järnvägen dragits. Stationen invigdes 1904, samtidigt med banan, och upphörde att fungera som station 1920, vid järnvägsbolagets första konkurs. Bolaget rekonstruerades, men Åkeshög slopades formellt den 15 maj 1926.
Stationen fungerade också som poststation och förestods från 1907 av en kvinna, fröken Lindquist, vilket vid denna tid var mycket ovanligt.